# Ozothamnus
Ozothamnus es un género de plantas con flores perteneciente a la familia Asteraceae. Se encuentran en Australia, Nueva Zelanda y Nueva Caledonia.
Comprende 84 especies descritas y de estas, solo 54 aceptadas.

## Taxonomía
El género fue descrito por  Robert Brown  y publicado en Observ. Compos. 125. 1817. La especie tipo es: Ozothamnus rosmarinifolius

## Especies
- Ozothamnus adnatus
- Ozothamnus alpinus
- Ozothamnus argophyllus
- Ozothamnus bidwillii
- Ozothamnus blackallii ( N.T.Burb.) Anderb.
- Ozothamnus cassinioides
- Ozothamnus cassiope  (S.Moore) Anderb.
- Ozothamnus conditus
- Ozothamnus cordatus  (DC.) Anderb.
- Ozothamnus cuneifolius
- Ozothamnus dendroideus
- Ozothamnus diosmifolius  (Vent.) DC.
- Ozothamnus diotophyllus
- Ozothamnus filifolius  Puttock
- Ozothamnus hookeri
- Ozothamnus kempei  (F.Muell.) Anderb.
- Ozothamnus lepidophyllus  Steetz.
- Ozothamnus obcordatus
- Ozothamnus obovatus
- Ozothamnus occidentalis  (N.T.Burb.) Anderb.
- Ozothamnus ramosus   (DC.) Paul G.Wilson
- Ozothamnus rosmarinifolius
- Ozothamnus rufescens
- Ozothamnus secundiflorus
- Ozothamnus stirlingii
- Ozothamnus tesselatus
- Ozothamnus thyrsoideus
- Ozothamnus tuckeri
- Ozothamnus turbinatus
- Ozothamnus vagans
- Ozothamnus whitei